# Imbuto
Der Imbuto, Imbutto, war ein italienisches Flächen- und Volumenmaß auf der Insel Sardinien.

## Flächenmaß
Die Maßkette war 
- 1 Rasiera = 2 Corbula = 4 Imbuto = 240 Quadrat-Palmi[1]
- 1 Imbuto = 2679,75 Quadratfuß (engl.) = 248,048 Quadratmeter
- 1 Imbuto = 60 Quadrat-Palmi[2]

## Volumenmaß
- 1 Imbuto = 0,398 Achtel (Wiener)[3]
- 1 Imbuto = 155 Pariser Kubikzoll[4]
- 1 Imbuto = 159,114 Pariser Kubikzoll = 3,15625 Liter[5]

Getreidemaß auf Sizilien
- 1 Imbuto = 2 Migamuti = 6,14 Liter
- 8 Imbuti = 1 Rosiera
  - 16 Imbuti = 1 Starello = 50,5 Liter[7]